# Хибристофилија
Хибристофилија је облик парафилије код које сексуално узбуђење и постизање оргазма зависе од односа са партнером за којег се зна да је починио кривично дело, као што је силовање или убиство. Термин је изведен од грчке речи хибризин (грч. ὑβρίζειν) што значи „почини бијес против некога” и фило, што значи "имати јак афинитет, склоност ка". У популарној култури овај феномен је познат и под називом „синдром Бони и Клајда“.
Многи криминалци високог профила, посебно они који су починили стравичне злочине, у затвору добијају „писма обожавалаца“ која су понекад љубавне или сексуалне садржине, вероватно као резултат ове појаве. У неким случајевима, поштоваоци ових злочинаца се венчавају у затвору за њих.

## Узроци
Понуђена су нека нагађања о узроку хибристофилије. На пример, Кетрин Рамсланд, професор форензичке психологије на Универзитету ДеСалес, напомиње да неке од жена, посебно оне које су се удале или се забављале са серијским убицама, навеле следеће разлоге:
- Ниско самопоштовање и недостатак очинске фигуре.
- „Неке верују да могу променити човека тако окрутног и моћног као што је серијски убица.”
- „Друге „виде“ малог дечака какав је убица некада био и настоје да га негују.”
- „Неколицина се надала да ће бити у центру пажње медија или добити уговор о књизи или филму.“
- „Такође јавља се појам „савршеног дечка“. У сваком тренутку зна где је и зна да мисли на њу. Иако може да тврди да је неко воли, она не мора да пролази кроз свакодневне недоумице које су укључене у већину веза. Нема веша за прање, нема кувања за њега и нема одговорности према њему. Она може дуго одржавати набој фантазије.“

Други су понудили разлоге попут:
- „Неки стручњаци за ментално здравље упоредили су опчоињеност убицама са екстремним облицима фанатизма. На такве жене гледају као на несигурне жене које не могу да пронађу љубав на уобичајени начин или као на жене „које избегавају љубав” и које траже романтичне везе које се не могу конзумирати."[5]

Психолог Леон Ф. Селцер је понудио објашњења за феномен мушких серијских убица који привлаче женске сексуалне партнере на основу еволуционе психологије. По његовом мишљењу, серијске убице су случајеви алфа мушкараца којима жене теже. Разлог за то је што су такви мушкарци били добри у заштити жена и њихових потомака према еволуционој историји. Он тврди да жене данас свесно схватају да није паметно забављати се са серијским убицом, али их они ипак привлаче; изјавио је, „као терапеут срео сам многе жене које су жалили због своје рањивости према доминантним мушкарцима за које су свјесно препознали да су сви погрешни за њих”. Као доказ склоности женске маште према доминантним мушкарцима, он се позива на књигу Милијарда злих мисли: шта највећи експеримент на свету открива о људској жељи Огија Огаса и Саија Гадама. Селцер говори о Огасовом и Гадамовом ставу да је ова фантазија доминантна у већини еротских и романтичних књига и филмова написаних за жене, али маштарија увек држи да је ова мушка доминација условна, „она заправо не представља човекову најдубљу стварност“.

## Примери
- Јуста Грата Хонорија, ћерка западноримског цара Констанција III, је 450. затражила заштиту од Атиле што је хунски краљ протумачио као брачну понуду и као крајња последица тога 452. године, Атила је опљачкао и разорио градове северне Италије јер је његов захтев за супругом и миразом одбијен од стране цара.
- Један од најзлогласнијих примера хибристофилије је велики број жена које је Тед Банди привукао након његовог хапшења.[7] Често је портретисао на десетине жена које су присуствовале његовим суђењима.[8] Банди је наводно примио стотине љубавних писама од жена док је био у затвору и на крају се оженио са Керол Ен Бун, коју је упознао док је радио у Вашингтону. Запросио ју је усред судског процеса док је Бун била на месту сведока. Бун је родила ћерку за коју се веровало да је Банди отац.[9][10]
- Џефрију Дамеру, серијском убици, наводно су заљубљене жене слале писма, новац и друге поклоне за време боравка у затвору.[11]
- Серијски убица Ричард Рамирез оженио се затворском обожаватељком која му је написала преко 75 писама током боравка у затвору. За време његовог суђења, десетине жена би похрлиле у судницу да га угледају.
- Примери су и обожаватељке Чарлса Менсона [12]
- Терористи као што су Андерс Беринг Брејвик [13] и Џохар Чарнајев [14] су такође били објекти хибристофилије.